# ハマビワ属
ハマビワ属（ハマビワぞく、学名: Litsea）は、クスノキ科の一属である。常緑性または落葉性の高木から低木。葉はふつう互生し、葉脈は羽状。雌雄異株であり、葉腋に散形花序がつき（図1上）、ふつう花被片6枚、雄花は雄しべ6–18個（葯は4室）、雌花は仮雄しべ6–18個と雌しべ1個をもつ。果実は液果、果柄の先端は平坦または杯状で果実基部を包む（図1下）。アジアからオセアニア、北中米の温帯から熱帯域に分布する。400種ほどが知られる大きな属であるが、多系統群であることが示されており、おそらく複数の属に再整理される。日本にはハマビワ、アオモジ、カゴノキが自生する。学名の Litsea は、中国語の leĭ tsaí に由来する。

## 特徴
落葉性または常緑性の高木から低木（図2a）。芽は、葉状の鱗片または瓦重ね状の芽鱗で包まれる。葉は互生、まれに対生または輪生、単葉、葉脈は羽状（図2b）。
雌雄異株（図3）。葉腋に数個の散形花序がつき、花序は無柄または有柄、4–6枚の十字対生する総苞片に包まれる（図3）。花後、芽の主軸は伸長しないことが多い。花被片はふつう6枚（3枚ずつ2輪）、外花被片と内花被片は同形または異形、花後に脱落、ときに退化欠失。雄花では雄しべが6–18個（3個ずつ輪生）、花糸は糸状、内側の1–2輪の雄しべの花糸基部付近には1対の有柄または無柄の腺体がある。葯は内向、4室。雌花ではふつう仮雄しべが6–18個（3個ずつ輪生）、糸状、1対の腺体がある。雌しべは1個、花柱は楯状。
果実は球形から楕円形、1個の種子を含み、黒紫色や赤色などに熟する液果であり、果柄はときに肥厚、果托（花托）は平坦または杯状で果実基部を覆う（図4）。

## 分布
南アジアから東アジア、東南アジア、オーストラリア、北米東南部、中米に分布し、熱帯から暖帯域に生育する。

## 人間との関わり

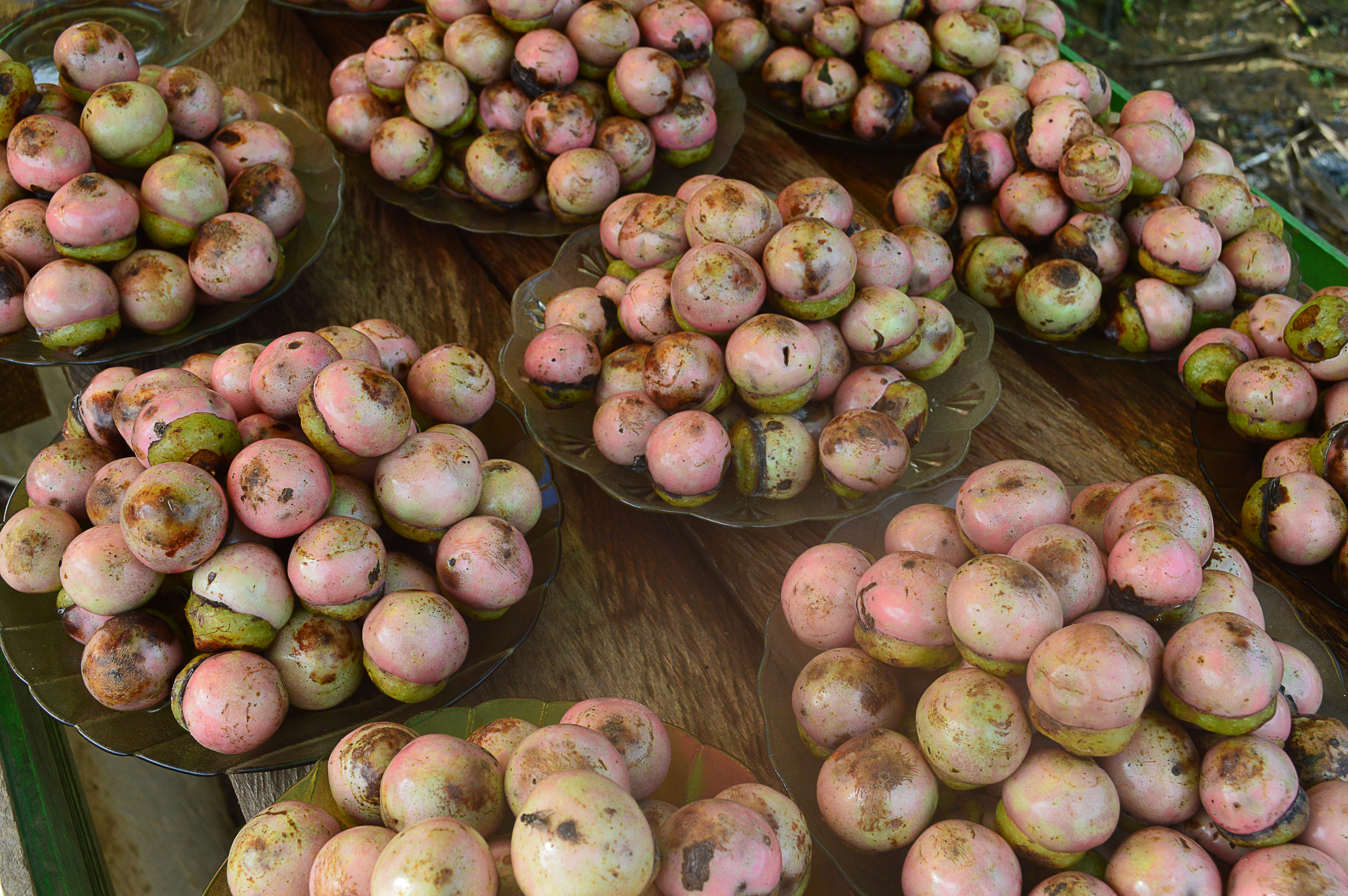
5. の果実 (kalangkala)

精油を含み、しばしば薬用や香料などに用いられる。特にアオモジは、中国などで古くから生薬として利用されてきた。またアオモジの種子はマーガオ（馬告）とよばれ、香辛料に用いられることがある。Litsea angulata の果実は kalangkala とよばれ、ボルネオ島では薬用などに用いられている（図5）。メキシコでは、Litsea glaucescens（Mexican bay）は薬用や香辛料として利用される。
ハマビワ属の中には、器具材や建材に利用されるものがあり、また観賞用や防風用に植栽されるものもある。

## 分類
2025年時点では、ハマビワ属に約400種が知られており、代表的な種（和名をもつものなど）を表1に示す。ただし、分子系統学的研究からは本属が多数の系統群に分かれる多系統群であることが示されており、近縁のクロモジ属とともに複数の属に再整理されるものと考えられている。
表1. ハマビワ属の代表的な種
- ハマビワ属 Litsea Lam. (1792)[1]
  - アリサンクロモジ[14] Litsea acutivena Hayata (1915)[15]
中国南部からインドシナ半島、台湾に分布。
  - アコウクロモジ[16] Litsea akoensis Hayata (1911)[17]
台湾に分布。
  - Litsea angulata Blume (1826)[18]
マレーシア、スマトラ島、ジャワ島、ボルネオ島、スラウェシ島に分布。果実は Kalangkala とよばれ、薬用などに用いられる[10]。
  - カゴノキ[19] Litsea coreana H.Lév. (1912)[20]
中国南部、インドシナ半島、朝鮮半島、日本、台湾に分布。
  - アオモジ[21] Litsea cubeba (Lour.) Pers. (1806)[22]
ヒマラヤ、バングラデシュから中国南部、日本、台湾、東南アジアに分布。
  - ムシャダモ[23] Litsea elongata (Nees) Hook.f. (1886)[24]
ヒマラヤから中国南部、インドシナ半島に分布。
  - ゲンペイダモ[25] Litsea garciae S.Vidal (1886)[26]
台湾、フィリピンに分布。
  - Litsea glaucescens Kunth (1817)[27]
メキシコから中米に分布。Mexican bay とよばれ、薬用や調味料として使用されている[11]。
  - タイワンカゴノキ[28] Litsea hypophaea Hayata (1915)[29]
台湾に分布。
  - ハマビワ[30] Litsea japonica (Thunb.) Juss. (1801)[31]
朝鮮半島、日本に分布。
  - ヒロハダモ[32] Litsea hayatae Kaneh. (1936)[33]
台湾に分布。アコウクロモジの変種（Litsea akoensis var. hayatae）とすることもある[34]。
  - ニイタカクロモジ[35] Litsea morrisonensis Hayata (1911)[36]
台湾に分布。